# Goderdzi Sjvelidze
Goderdzi Sjvelidze (georgiska: გოდერძი შველიძე), född 17 april 1978 i Rustavi, är en georgisk rugbyspelare. Han spelar sedan 2001 i Frankrike och för närvarande för CA Brive dit han kom 2012.
Mellan 1998 och 2011 spelade han även internationellt i Georgiens herrlandslag i rugby union. Han spelade totalt 62 landskamper och gjorde 35 poäng.